# Marino, comte de Carburis
Marino, comte de Carburis (Argostoli (Cefalònia), 1729 - Lixuri (Cefalònia), 19 d'abril de 1782), fou un mecànic i enginyer.
Enviat pels seus pares a Bolonya on estudià la carrera de dret, però es dedica preferentment a l'estudi de matemàtiques i de les ciències físiques, però una falta de joventut el va obligar a separar-se de la seva família, refugiant-se a Rússia, per haver-lo desterrat el govern de Venècia. Un dels seus compatriotes, el general Melissinos, li va presentar l'emperadriu Caterina II, la qual li va atorgar el grau de tinent coronel d'enginyers i li va encarregar el transport a Sant Petersburg d'un immens bloc de granit que es trobava al centre d'una llacuna de Finlàndia perquè servís de pedestal a la colossal estàtua de Pere el Gran, que havia encarregat a l'escultor Falconet. Aquella mola, que pesava 1.500.000 quilograms i tenia 6.72 m. d'alt, 13.44 de llarg i 8.64 d'amplada, en sis setmanes la va portar a la vora del mar, i des d'allà dues fragates la van remolcar a Kronstadt i des d'allà a Sant Petersburg, col·locant-la a la plaça, on es troba actualment i anomenada El cavaller de bronze. En premi a aquest servei, el general Betzky el va nomenar el seu ajudant i va obtenir la direcció de l'Escola Militar de Cadets Nobles.
Poc temps després va marxar a París publicant en francès l'obra Monument elevat a la glòria de Pere el Gran, o relació dels treballs i dels mitjans mecànics, etc., (París, 1777), i com la seva primera esposa havia mort, va casar amb una dona francesa, i va tornar a San Petersburg, concedint-li l'emperadriu noves recompenses i honors. Va obtenir llavors que el govern de Venècia li aixequés el desterrament i li concedís una vasta plana pantanosa a l'illa de Cefalònia per posar-la en cultiu, i després de quatre anys de rudes feines, quan havia establert prosperes plantacions de cotó, anyil i canya de sucre, a causa d'algunes diferències que va tenir amb alguns peons de Lacònia, que tenia empleats, aquests el van atacar, van saquejar casa seva i el van degollar, el mateix que a un pagès americà, capatàs d'aquelles explotacions; la seva esposa, encara que crivellada de ferides, va sobreviure a la catàstrofe.

## Aclariment vers els Carburis
Tota la saga de Carburis figuren en algunes Enciclopèdies com a italians, malgrat ser grecs de naixement, per la raó d'estar en la seva època en litigi la possessió de Cefalònia.